# Shlomo ben Adret
Shlomo ben Adret, también conocido como RASHBA, fue el más famoso maestro de la Ley judía en el siglo XIII y principios del siglo XIV. Nació en Barcelona hacia el año 1235 y murió hacia 1310. Fue un discípulo de Nahmánides (Moshe ben Nahman, también conocido como Bonastruc ça Porta), el gran maestro talmudista de Gerona. 
RASHBA dirigió la academia talmúdica de Barcelona en substitución de su maestro Nahmánides. Fue prestamista de Jaime I el Conquistador, rabino de la sinagoga de Barcelona durante 50 años, Rav de la comunidad judía de Cataluña, y autor de más de 3.000 comentarios de responsa rabínica, que interpretaban las sutilezas de la Ley mosaica. Mantuvo una disputa teológica con el dominico fray Raimundo Martí en presencia del rey Jaime II. RASHBA o tal vez un pariente homónimo, participó en la expedición de Bernat Marquet de 1304 para apoyar la embajada de Eymeric de Usall que intentaba el rescate de fray Dalmau de Rocabertí, último jefe militar del Temple, caído en la expugnación de la isla de Arwad. Ben Adret defendió a Maimónides en los debates que hubo en su época sobre las obras de éste, y autorizó la traducción de sus comentarios sobre la Mishná del árabe al hebreo. Sin embargo, Ben Adret se opuso a la aproximación filosófica y racionalista al judaísmo asociada con frecuencia a Maimónides, y formó parte del Bet Din (tribunal rabínico) de Barcelona que prohibió a los judíos menores de 25 años estudiar la filosofía griega o las ciencias de la naturaleza (excepto a aquellos que estudiaban medicina).

## Obras
RASHBA escribió:
- Hiddushei HaRashba, un comentario del Talmud.
- Torat HaBayit, un manual sobre las leyes religiosas y de pureza alimentaria que hay que observar en una familia judía.
- Mishmeret HaBayit, una defensa contra las críticas del Rabino Aarón ha-Leví (el Raa), sobre su obra Torat HaBayit.
- Shaar HaMayim, una obra sobre el ritual de purificación de la mikve.
- Avodat HaKodesh, un manual de leyes sobre el Shabat.